# لگولاس
لگولاس (انگلیسی: Legolas) شخصیتی خیالی در ارباب حلقه‌ها نوشتهٔ جی. آر. آر. تالکین است. او یک الف سیندار از قلمروی وودلند و یکی از نه عضو یاران است که برای نابود کردن حلقه یگانه عازم سفر می‌شوند. او و گیملی دورف و آراگورن، دوست صمیمی هستند.
او تنها پسر شاه تراندوئیل بود و قدرت او در دید قوی، گوش‌های تیز، پاهایی سبک و تیراندازی عالی‌اش بود. در بین یاران حلقه او نقش کمتری از بقیه ایفا می‌کند و در مورد گذشتهٔ او اطلاعات کمی وجود دارد.

## تاریخچه

### اوایل زندگی
لگولاس هنگام جنگ پنج سپاه وارد داستان شد  و چیزی از قبل این موضوع ذکر نشده‌است.

### یاران حلقه
اولین حضور او در داستان به شورای الروند برمی‌گردد که لگولاس به عنوان فرستادهٔ پدرش، شاه تراندویل، به ریوندل آمده بود. او لباسی سبز و قهوه‌ای به تن داشت و چشمانش بسیار تیز بود. مخاطب اصلی پیام او گاندولف بود و پیام این بود که گالوم فرار کرده‌است. سپس آراگورن با تعجب بسیار شروع به صحبت کرد و گفت چگونه است که مردمان تراندویل اجازهٔ فرار به او دادند. لگولاس سریعاً پاسخ داد که این به خاطر عدم مراقبت الف‌ها نبوده و جزئیات قضیه را برای شورا تعریف کرد. بعد از آن لگولاس به صورت داوطلبانه (یا به انتخاب الروند) به عنوان تنها الف عضو یاران حلقه انتخاب شد. قابلیت‌های او برای گروه بسیار مفید بود و این سفر باعث شهرت او در ادامهٔ زندگی‌اش شد.
در طی سفر، آن‌ها تصمیم گرفتند از کارادراس عبور کنند. لگولاس به راحتی می‌توانست بر روی برف قدم بزند بدون اینکه پاهایش در آن فرو رود ولی باقی گروه مجبور بودند راه خود را از بین برف و کولاک به سختی باز کنند. وقتی که کوهستان گروه را مجبور به عقب‌نشینی و برگشت از راه آمده کرد آراگورن و بورومیر سعی می‌کردند راهی برای بقیه گروه ایجاد کنند و لگولاس راه صحیح را به آن‌ها نشان می‌داد و در این بین طعنه‌ای هم در جواب سخن بورومیر که گفت قوی‌ترها باید راه را باز کنند، زد و گفت: «می‌گویید قوی‌ترین فرد باید راه را پیدا کند؟ ولی من می‌گویم خرمن کوفتن را به کشاورز بسپارید، شنا کردن را به سمور آبی و سبک دویدن روی علف و برگ یا برف را به الف‌ها» و قصدش از این حرف نشان دادن عدم ضعف و قابلیت‌های خود بود.
وقتی که قرار شد بین گذر از موریا یا شکاف روهان رای‌گیری کنند بورومیر گفت: «سخن لگولاس و دوستان کوچکمان چیست؟» اگرچه لگولاس با بورومیر موافق بود و گذز از شکاف روهان را انتخاب کرد ولی صدای زوزهٔ گرگ‌ها در دوردست نظر آن‌ها را تغییر داد و باعث شد که به سمت موریا حرکت کنند. قبل از رسیدن گروه به موریا در نیمه‌های شب وارگ‌ها آن‌ها را محاصره کردند و در بین افراد گروه لگولاس بیش از بقیه سودمند بود (البته به جز گندالف) و تعداد زیادی از وارگ‌ها را با تیر زد ولی در روز بعد او تیرهایش را صدمه ندیده بر روی زمین پیدا کرد به جز یکی را.
در موریا لگولاس کمترین نقش را ایفا کرد. اگرچه گفته می‌شود که الف‌ها در تاریکی بهتر از بقیه می‌بینند ولی گفته شده که فرودو (به خاطر زخمی که از تیغهٔ مورگول خورده بود) بهتر از بقیه گروه (به جز گندالف) در تاریکی، محیط اطراف را می‌دید. در اتاق مزربول، لگولاس، گیملی را راضی به ترک آنجا کرد و هنگام مواجه با بلای جان دورین، لگولاس اولین کسی بود که تشخیص داد که آن بالروگ است یا حداقل اولین کسی بود که ترس خود را نشان داد.
لگولاس برای رفتن به لوتلورین بسیار مشتاق بود و برای کل گروه از زیبایی‌ها و شکوه آن‌جا صحبت می‌کرد و تأکید داشت که الان زمستان است و زیبایی آن‌جا در اوج خود نیست. وقتی که آن‌ها توسط الف‌های نگهبان بیشه دستگیر شدند لگولاس نیز مجبور شد تا با چشم بسته به لورین وارد شود چرا که گیملی فقط در صورتی قبول می‌کرد که چشمش را ببندند که چشمان لگولاس را نیز ببندند و لگولاس نیز چاره‌ای جز قبول این نداشت.
لگولاس ترانهٔ سوگواری گاندولف را برای گروه ترجمه نکرد و گفت من نه توانایی و نه دل این کار را دارم. زمانی که در لورین ساکن بودند لگولاس و گیملی (به خاطر جادوی گالادریل در فضای محیط) به سرعت با هم دوست شدند و این دوستی به قدری عمیق شد که هیچ‌گاه از بین نرفت. او یکی از افرادی بود که قایق‌رانی بلد بود و با گیملی در یک قایق نشست. گالادریل به لگولاس کمان و تیردانی در هنگام ترک آن‌جا هدیه داد.
وقتی که گروه توسط تیراندازان اورک مورد حمله قرار گرفتند لگولاس به سرعت بر سطحی خشک ایستاد و به دنبال هدفی برای زدن گشت و وقتی که وحشت بر گروه مستولی شد لگولاس نام البرت گیتونیل را خواند و مرکب نزگول را در آسمان با تیر زد، تیری استادانه در تاریکی.

### سه نخجیرگر
در آمون‌هن وقتی به آن‌ها حمله شد لگولاس ارک‌های زیادی را با کمان و تیر کشت و وقتی که تیرهایش تمام شد جنگ را با چاقو ادامه داد. وقتی که یاران از هم جدا شدند، او ترانهٔ سوگواری‌ای برای بورومیر (که در جنگ کشته شد) خواند. در روزهای پس ار آن لگولاس کمک بزرگی برای آراگورن در تعقیب ارک‌ها بود و چشم‌هایش تا مدت‌ها می‌توانست آن‌ها را در دور دست‌ها ببیند.
در هنگام مواجههٔ گیملی با ائومر، لگولاس از دوستش، گیملی، طرفداری کرد و ائومر را به مرگ تهدید کرد اگر به دورف آسیبی برساند. او گیملی را پشت اسب خود نشاند و تا فنگورن برد. آن‌ها میلی برای رفتن به داخل جنگل نداشتند. همان شب چهره‌ای کلاه پوش در کنارهٔ جنگل خود را نشان داد و لگولاس اولین کسی بود که متوجه فرار اسب‌هایشان شد و همچنین نظر آراگورن را مبنی بر اینکه صدای اسب‌ها مشتاقانه بود و نه از روی ترس تأیید کرد.
وقتی که وارد جنگل شدند لگولاس گفت که دوباره در بین این درختان احساس جوانی می‌کند و گفت که در روزهای پیش از این او می‌توانست اوقات خوشی را در آنجا بگذراند. وقتی که آن سه، چهره‌ای کلاه‌پوش را در نزدیکی خود دیدند گمان کردند که همان فرد دیشبی است و هر کدام دست به سلاح‌هایشان بردند ولی آن شخص گفت: «آن کمان را کنار بگذار، ارباب الف.» و کمان لگولاس بی‌درنگ از دستش افتاد ولی بعداً آن را برداشت و وقتی مرد پشتش به آن‌ها بود تیری در کمان گذاشت و خواست که شلیک کند ولی در همان زمان پیرمرد چهرهٔ خود را نشان داد و لگولاس بلافاصله گندالف را شناخت و تیر را به سمت هوا شلیک کرد که در هوا آتش گرفت. گندالف رو به لگولاس کرد و گفت: «دوباره می‌گویم؛ از دیدارتان خوشوقتم، لگولاس»

### همراه با روهریم
در صحبت با گندالف، لگولاس نقش رهبر را برعهده داشت؛ اولین کسی بود که دربارهٔ مری و پی‌پین سؤال کرد و در مورد فرار معجزه‌آسای گندالف پرسید. بعد از داستان‌ها گندالف پیام گالادریل را به هرکدام از آن‌ها رساند. پیام لگولاس چنین بود:
«لگولاس سبز برگ، ای که در زیر درختان
دیرزمانی به شادی زیسته‌ای. مراقب دریا باش!
اگر فریاد مرغان نوروزی را در ساحل بشنوی
دیگر دلت را در جنگل آرامشی نخواهد بود.»
چشمان تیزبین لگولاس بار دیگر به کمک گروه آمد و او از آیزنگارد و ادوراس هر دو، از دور جاسوسی کرد. در دروازهٔ مدوسلد لگولاس تنها کسی بود که سلاح‌هایش را بی‌درنگ بر زمین گذاشت. گیملی با ائومر نمی‌راند مگر لگولاس در کنار آن‌ها می‌بود و لگولاس نیز با خشنودی پذیرفت و ائومر گفت: «لگولاس در سمت چپ من و آراگورن در سمت راستم و کسی را یارای ایستادگی در برابر ما نخواهد بود!»
شبِ جنگ، وقتی لگولاس بر شاخ‌آواز ایستاده بود گفت که در اینجا احساس راحتی نمی‌کند ولی گیملی او را آرامش داد و لگولاس اذعان داشت که از اینکه در کنار دورف است بسیار خرسند است. همچنین لگولاس آرزو کرد که ۱۰۰ کماندار الف در اینجا با او می‌بود که بسیار بهتر از کمانداران روهریم هستند. در ابتدای جنگ لگولاس بیست اورک را با تیرهایش کشت و این برای گیملی بسیار سخت بود که در جنگ از الف عقب بی‌افتد وقتی گیملی برای بار دوم به سمت لگولاس رفت و آمارش را گرفت لگولاس ۲۴ و گیملی ۲۱ اورک را کشته بودند. در همان زمان آتش اورتانک دیوار را تخریب کرد و آخرین تیر لگولاس باعث نجات آراگورن شد که بر روی زمین افتاده بود. در انتهای جنگ لگولاس تعداد ۴۱ اورک را کشته بود و گیملی به یک عدد از او جلوتر بود.
در راه آیزنگارد لگولاس علاقهٔ زیادی نسبت به هورنها نشان داد و در این باره با گندالف بحثش شد و صدای نارضایتی گیملی را درآورد. لگولاس پس از شنیدن سخنرانی گیملی در مورد غارهای درخشان آگلاروند به او قول داد که با او به آن غارها بیاید اگر گیملی با او به دیدن فنگورن برود. در آیزنگارد او از هم غذایی با گیملی، آراگورن و هابیتها بسیار لذت برد.

### بازگشت شاه
وقتی آراگورن راه خود را مشخص کرد و گفت که از جادهٔ مردگان می‌گذرد، لگولاس و گیملی با قاطعیت تمام با او همراه شدند. 
در میان راه‌های مردگان همراه با گروه خاکستری، لگولاس تنها کسی بود (به جز الادان و الروهیر، پسران الروند) که ترسی از مردگان به خود راه نداد و این احتمالاً قدرت الف‌های برین را در دنیای دیدنی‌ها و نادیدنی‌ها اثبات می‌کند؛ ولی او نیز به نحو خود در آن سفر دل‌شکسته شد - وقتی که او در پلارگیر صدای مرغان دریایی را شنید و پیش‌بینی گالادریل به حقیقت پیوست. در آینده وقتی که به داستان این سفر می‌رسیدند لگولاس بازمی‌ایستاد و گیملی می‌گفت: «من علاقه‌ای به یادآوری آن خاطرات ندارم». لگولاس وقتی آراگورن را هنگام رهبری لشکر مردگان دید با خود فکر کرد که آراگورن چه قدرتی می‌داشت اگر از حلقهٔ یگانه استفاده می‌کرد.
لگولاس همراه با آراگورن توسط کشتی به نبرد دشت‌های پله‌نور رسیدند و همراه یارانش در آن نبرد شرکت کرد. او در آن جنگ زنده ماند و بارها پس از آن در مورد احتمال تسلط و سلطهٔ انسان‌ها بر زمین با گیملی صحبت کرد.

### نبرد مورانون و بعد از آن
لگولاس برای آخرین بار در کنار دوستانش در نبرد مورانون شرکت کرد. او شاهد سقوط برج تاریک بود و در جشن قدردانی از کارهای فرودو و سام، در دشت کورمالن شرکت کرد. آن شب او نخوابید و به جنگل رفت و از ترانه‌ای از دریا خواند.
پس از تاج‌گذاری شاه اله‌سار، لگولاس (به اصرار آراگورن) برای مدتی در میناس‌تریت ماند. در هنگام عزیمت یاران حلقه، لگولاس همراه با گیملی به غارهای درخشان رفت و از آن‌جا دیدن کرد. سپس لگولاس همراه با گیملی در کنار جنگل فنگورن از بقیه یاران جدا شدند و برای دیدن جنگل به آن وارد شدند.

### بعد از جنگ حلقه
همان‌طور که در ضمیمهٔ الف:مردم دورین آمده‌است، لگولاس همراه گروهی از الف‌های جنگلی به میناس‌تریت برگشت و آن‌ها ایتیلین را دوباره به سرزمینی سبز و زیبا تبدیل کردند. پس از مرگ شاه اله‌سار، لگولاس با کشتی به غرب دریا سفر کرد. گفته شده که او گیملی را نیز با خود برده‌است.

## شخصیت
لگولاس به صورتی نمایش داده شده که به سختی از چیزی ناراحت می‌شود، این را می‌توان در گذر از کارادراس و جادهٔ مردگان دید که در او اثر بسیار ناچیزی گذاشتند. طبیعت جوان او را می‌توان در طعنه‌ای که در کارادراس به بورومیر انداخت تشخیص داد. شهرت او را می‌توان در دوستی عمیقش با گیملی دورف دانست و در همین دوستی بود که وفاداری و عشق به زیبایی او دیده شد. از آنجایی که او تا زمان جنگ حلقه دریا را ندیده بود سن او را می‌توان بین ۵۰۰ تا ۷۰۰ سال تخمین زد ولی گفته شده که او در اوایل دوران سوم به دنیا آمده ولی در جایی خودش گفته که سفرهایش از آراگورن کمتر بوده و این نشانهٔ خامی او بود.

## ریشه‌یابی نام
نام لگولاس شکل سیلوانی از شکل اصلی آن در سینداری است. در سینداری این نام به شکل «لیگولاس» (به انگلیسی: Laegolas) تلفظ می‌شود که به معنی سبزبرگ است. این به این معنی است که سبزبرگ برخلاف ایدهٔ بعضی نام دوم یا لقب وی (مثل سپر بلوط) نیست بلکه معنی نامش است. این نام از ریشهٔ سینداری «لیگ»(laeg) به معنی «سبز» و «گولاس»(golas) به معنی «برگ» گرفته شده‌است. معادل کوئنیایی نام او (آنچنان که در کتاب داستان‌های گم‌شده آمده‌است) «لایکولاس» (به انگلیسی: Laiqualassë) است.